# Железничка станица Рипањ
Железничка станица Рипањ је једна од железничких станица на прузи Београд—Ниш. Налази се насељу Рипањ у градској општини Вождовац у Београду. Пруга се наставља у једном смеру ка Клење и у другом према према Пиносави. Железничка станица Рипањ састоји се из 5 колосека.